# Jakob Klaesi
Jakob Klaesi–Blumer, né le 29 mai 1883 à Luchsingen et mort le 17 août 1980 à Knonau, est un psychiatre suisse connu pour son invention de la cure de sommeil.

## Biographie
Jacob Klaesi naît le 29 mai 1883 à Luchsingen dans le canton de Glaris. De 1903 à 1909, il étudie à Zurich, Kiel et Munich. A Münich, il suit les enseignements d'Emil Kraepelin et Friedrich von Müller. Il obtient son doctorat à Zurich en 1912. Il travaille sous la direction d'Eugen Bleuler à l'hôpital psychiatrique Burghölzli de 1909 à 1923. Dans les années 1920, il travaille également à l'hôpital psychiatrique de Bâle-Ville (Friedmatt), où il fait ouvrir une polyclinique. De 1936 à 1953, il est professeur ordinaire de psychiatrie et directeur de l'hôpital universitaire psychiatrique de Berne, la Waldau. En 1950/1951 il est recteur de la même institution.
Il était aussi connu comme “médecin–poète”.
Avant et pendant la deuxième guerre mondiale, Jacok Klaesi affiche des sympathies marquées pour le nazisme et se rend régulièrement en Allemagne. Cette proximité idéologique n'aura aucune incidence sur sa carrière.

## Publications
- (de) Jacob Klaesi, « Über Somnifen, eine medikamentose Therapie schizophrener Aufregungzustände », Schweizer Archiv für Neurologie und Psychiatrie, vol. 8,‎ 1921, p. 131-134.
- (de) Jacob Klaesi, « Einiges über Schizophreniebehandlung », Zeitschrift für die gesamte Neurologie und Psychiatrie, vol. 78, no 1,‎ 1922, p. 606-620.
- (de) Jacob Klaesi, « Über die therapeutische Anwendung der „Dauernarkose“ mittels Somnifen bei Schizophrenen », Zeitschrift für die gesamte Neurologie und Psychiatrie, vol. 74, no 1,‎ 1922, p. 557-592 (lire en ligne).